# 10185 Gaudi
A 10185 Gaudi (ideiglenes jelöléssel 1996 HD21) a Naprendszer kisbolygóövében található aszteroida. Eric Walter Elst fedezte fel 1996. április 18-án.
Nevét Antoni Gaudí (1852 – 1926) katalán építész után kapta.